# تعزانية
تعزانية هي قرية لبنانية من قرى قضاء عاليه في محافظة جبل لبنان.